# Onze Kongo
Onze Kongo is een tijdschrift over Belgisch-Congo, dat van 1910 tot 1914 tweemaandelijks werd gepubliceerd in Leuven.
De initiatiefnemers hadden als doel een Vlaams forum te creëren als tegengewicht voor de hoofdzakelijk Franstalige literatuur over de kolonie. In het redactiecomité zetelden Lodewijk Scharpé, August de Clercq, Jozef de Cock en Leopold Frateur. Het tijdschrift publiceerde bijdragen over uiteenlopende onderwerpen, en had veel aandacht voor volkenkundige onderwerpen. De missionaris-etnograaf Leo Bittremieux publiceerde er enkele tientallen bijdragen over Mayombe.